# Hitachi Global Storage Technologies
HGST, ex Hitachi Global Storage Technologies, è stata un'azienda, di proprietà di Western Digital, che produce dischi rigidi, dischi a stato solido e dispositivi di archiviazione esterni e di servizi.